# Xã Albany, Quận Harlan, Nebraska
Xã Albany (tiếng Anh: Albany Township) là một xã thuộc quận Harlan, tiểu bang Nebraska, Hoa Kỳ. Năm 2010, dân số của xã này là 59 người.